# The Gun Packer
The Gun Packer (Brasil: Guerrilha das Pastagens ) é um curta-metragem norte-americano de 1919, do gênero faroeste, dirigido por John Ford.

## Produção
As filmagens começaram em 25 de março de 1919 sob o título Out Wyoming Way. Apenas dois meses depois, The Gun Packer foi lançado pela Universal Studios como um filme mudo de 20 minutos nos dois carreteis. Este filme foi relançado em agosto de 1924.

## Elenco
- Ed Jones como Sandy McLoughlin
- Pete Morrison como "Pearl Handle" Wiley
- Magda Lane[3] como Rose McLoughlin
- Jack Woods como Pecos Smith
- Hoot Gibson como Líder de gangue
- Jack Walters como Brown
- Duke R. Lee como Buck Landers
- Howard Enstaedt como Bobby McLoughlin